# Рихарјевец
Рихарјевец (словен. Riharjevec) је насељено место у општини Шмартно при Литији, Средњесловенска регија, Словенија.

## Историја
До територијалне реорганизације у Словенији био је у саставу старе општине Литија.

## Становништво
У попису становништва из 2011. године, Рихарјевец је имао 55 становника.
| Број становника према пописима | Број становника према пописима | Број становника према пописима |
| ------------------------------ | ------------------------------ | ------------------------------ |
| 1991                           | 2002                           | 2011                           |
| 43                             | 58                             | 55                             |